# Woody Allen: a autobiografia
Woody Allen: a autobiografia ("Apropos of Nothing", título original, em inglês) é um livro de memórias lançado em 2020 pelo cineasta e humorista americano Woody Allen. O livro seria publicado originalmente pela Grand Central Publishing, marca do Hachette Book Group, em abril de 2020, mas em 6 de março de 2020, a editora afirmou que não iria mais publicá-lo. O livro de memórias foi publicado, em inglês, pela Arcade Publishing e, em italiano, pela La nave di Teseo em 23 de março de 2020. Quem tirou a foto de Allen que aparece na contracapa foi sua amiga e frequente co-estrela Diane Keaton.
Segundo a Arcade Publishing, o livro é "um relato pessoal sincero e abrangente de Woody Allen sobre sua vida, desde sua infância no Brooklyn até sua aclamada carreira no cinema, teatro, televisão, mídia impressa e comédia stand-up, bem como explorando seus relacionamentos com a família e amigos."
Allen havia planejado lançar um livro de memórias inicialmente em 2003 pela Penguin, mas teria mudado de ideia.

### Enredo
Woody Allen: a autobiografia cobre a infância de Allen no Brooklyn na década de 1940 bem como seu início de carreira escrevendo em Your Show of Shows de Sid Caesar com Mel Brooks, Neil Simon e Larry Gelbart e seus primeiros anos de stand-up em Greenwich Village com Nichols e Maio e Dick Cavett. Allen também descreve sua extensa filmografia e suas colaborações com atores ao longo de sua carreira, dentre eles Diane Keaton, Emma Stone, Scarlett Johansson, Cate Blanchett, Kate Winslet, Michael Caine, Alan Alda, Alec Baldwin e Javier Bardem.
Allen também discute sua vida familiar, incluindo seu relacionamento com sua esposa Soon Yi Previn, a ex-parceira Mia Farrow, o filho biológico Ronan Farrow, o filho adotivo Moses Farrow e a filha adotiva Dylan Farrow. O livro é dedicado a Previn. Ele também escreve sobre as acusações de abuso sexual infantil feitas contra ele por Dylan Farrow; onde ele nega a acusação e expressa tristeza pelo afastamento deles. Ele escreve que "receberia Dylan de braços abertos se ela quisesse nos alcançar como Moisés fez, mas que até agora isso ainda é apenas um sonho".
Allen também comentou sobre Timothée Chalamet, ator que dirigiu em A Rainy Day in New York em 2019, que disse não querer lucrar com seu trabalho no filme e prometeu doar seu salário do filme para as instituições de caridade Time's Up, RAINN e o Centro LGBT em Nova York. Em Apropos of Nothing, Woody Allen diz que Chalamet disse a sua irmã, Letty Aronson, que "precisava fazer isso porque estava concorrendo ao Oscar por Call Me by Your Name, e ele e seu agente sentiram que tinha uma chance melhor de ganhar se ele me denunciasse, então ele o fez."
Allen também revela que ele e Louis CK, a quem Allen dirigiu em Blue Jasmine (2013), tentaram escrever e atuar juntos em um filme de comédia, mas suas tentativas de colaborar num roteiro falharam. CK contatou Allen anos depois e ofereceu-lhe um papel em um filme que ele havia escrito e planejava dirigir. Depois de ler o roteiro, Allen ficou chocado ao saber que o personagem que interpretaria era um famoso diretor de cinema acusado de molestar uma criança e que está em um relacionamento romântico com uma mulher muito mais jovem. Allen não aceitou o papel em função das semelhanças com as acusações feitas contra ele, que iriam "cair direto nas mãos dos malucos". O filme planejado de CK, I Love You, Daddy, foi abandonado pela sua distribuidora após acusações de má conduta sexual feitas contra ele uma semana antes da estreia prevista do filme.

### Hachette e o cancelamento
As alegações de abuso sexual contra Woody Allen e o movimento Me Too levaram à recusa do livro de memórias de Allen por várias editoras, antes de ser aceito pela Grand Central Publishing, uma divisão do Hachette Book Group. O livro foi anunciado oficialmente pela Grand Central Publishing em 2 de março de 2020.
Ronan e Dylan Farrow descreveram a publicação do livro pelo Hachette Book Group como "profundamente perturbadora" e uma "traição". O livro Catch and Kill (2019) de Ronan Farrow foi publicado pela Little, Brown and Company, uma das marcas do Hachette Book Group. Farrow disse que Hachette demonstrou “falta de ética e compaixão pelas vítimas de abuso sexual” e anunciou que não trabalharia mais com elas. Michael Pietsch, CEO do Hachette Book Group, defendeu a decisão da Grand Central Publishing de publicar o livro, dizendo: "Não permitimos que o programa editorial de ninguém interfira no de outra pessoa."
No dia 5 de março de 2020, um grupo de 75 funcionários do Hachette Book Group fizeram uma greve em protesto contra o livro e se reuniram no Rockefeller Plaza, em frente aos escritórios da editora em Nova York. Outros funcionários se reuniram com o CEO Michael Pietsch para exigir que a Hachette cancelasse a publicação do livro de Allen. No dia seguinte, o Hachette Book Group anunciou que não publicaria o livro e devolveria os direitos a Allen.

### Reações ao cancelamento

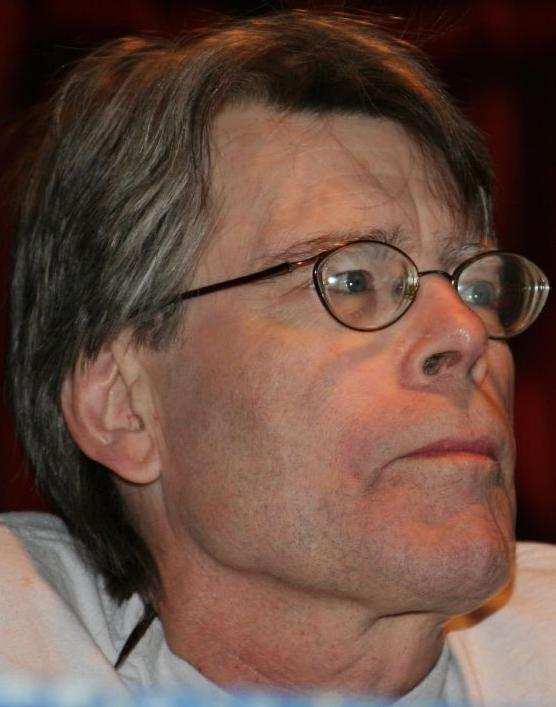
Stephen King foi um dos críticos à decisão da Hachette de não publicar Apropos of Nothing.

O aclamado escritor Stephen King criticou a postura da Hachette ao cancelar o livro no Twitter: "A decisão da Hachette de abandonar o livro de Woody Allen me deixa muito inquieto. Não é ele; não me importo com o Sr. Allen. É quem será amordaçado em seguida que me preocupa ... Se você acha que ele é pedófilo, não compre o livro. Não vá ao cinema dele. Não vá ouvi-lo tocar jazz no Carlyle Hotel . Vote com sua carteira ... Na América, é assim que fazemos."[1] King também lembrou que a mesma editora já havia publicado um livro de Ronan Farrow anteriormente.[1]
Jo Glanville, ex-diretora do grupo de escritores English PEN e editora do Index on Censorship, também se opôs à decisão de Hachette. Escrevendo para o The Observer, declarou: "Sempre fico com medo quando uma multidão, por menor que seja e bem informada, exerce o poder sem qualquer responsabilidade, processo ou reparação. Isso me assusta muito mais do que a perspectiva de a autobiografia de Woody Allen atingir o público." Ao observar que Allen foi investigado duas vezes após a acusação de suposto abuso e nunca acusado, Glanville argumentou que "Os funcionários da Hachette que saíram não estavam se comportando como editores; eles estavam agindo como censores". A Hachette também foi criticada por Hadley Freeman no The Guardian, Fiona Sturges no The Independent, Robbie Collin no The Daily Telegraph, Kyle Smith na National Review, Bret Stephens no The New York Times, Lionel Shriver em The Spectator, Douglas Murray em The Spectator, Joe Nocera em Bloomberg Opinion, Laurent Dandrieu em Le Figaro, Rod Dreher em The American Conservador, Barbara Kay no National Post, e Rachel Cooke no The Observer.

### Publicação pela Arcade
O livro de memórias foi publicado em capa dura e e-book em 23 de março de 2020, pela Arcade Publishing, um selo da Skyhorse Publishing. A fundadora da Arcade Publishing, Jeannette Seaver, descreveu o livro como "maravilhoso, muito bem escrito, extremamente divertido e muito honesto". “Basta ler o livro e você entenderá tudo”, afirmou.
 O livro foi um best-seller na Amazon US, Amazon UK, Amazon FR e Amazon DE.

## Traduções

### Espanhol
El Confidencial informou em 9 de março de 2020 que a editora espanhola, Alianza, se comprometeu com o lançamento do livro apesar da desistência da Hachette. A edição em espanhol se chama A propósito de nada e foi publicada em 21 de maio de 2020.

### Francês
Stock, uma subsidiária francesa da Hachette, anunciou que planejava publicar uma tradução francesa do livro intitulada Soit dit en passant  em 13 de maio de 2020. Em entrevista à rádio pública France Inter, o presidente da Stock, Manuel Carcassonne, disse: "Woody Allen não é Roman Polanski ... Roman Polanski reconheceu algumas das acusações feitas contra ele. Este não é o caso de Woody Allen, que sempre alegou sua inocência e provou isso nos tribunais dos EUA." Ao ser questionado se ele achava que os autores que assinaram com Stock poderiam se opor à publicação, Carcassonne disse: "Não tive a chance de avisar todos os nossos autores... mas acho que os críticos do livro ficarão satisfeitos e tranquilos quando eles lerem." Carcassonne também disse que ficou tranqüilizado com a reação de sua equipe composta apenas por mulheres ao ler o livro. “Qualquer reticência que minha equipe teve simplesmente desapareceu depois de lerem o livro. Não somos da mesma geração, eles são jovens e gostam naturalmente de defender os direitos das mulheres [mas] ficaram tranquilos depois de lerem."

### Alemão
Uma tradução para o alemão foi anunciada pela editora alemã Rowohlt com o título Ganz nebenbei: Autobiographie para ser publicada em 7 de abril de 2020. Numa carta aberta, vários autores alemães criticaram a decisão da empresa de publicar o livro sem primeiro verificar os factos.

### Holandês
Uma tradução para o holandês foi anunciada pela editora Uitgeverij Prometheus, sob o título À propos, para ser publicada em 7 de abril de 2020.

### Tcheco
A tradução para o tcheco foi publicada pela editora Argo sob o título Mimochodem em 18 de março de 2021. A tradução é de Michael Žantovský, um conhecido tradutor, ex-embaixador tcheco nos Estados Unidos e atualmente diretor da Biblioteca Vaclav Havel.

## Recepção
Em geral livro recebeu críticas mistas, com alguns atacando sua atitude em relação às mulheres e acusando-o de autopiedade e outros elogiando seu humor e sua narrativa descontraída.
Escrevendo no The Washington Post, a autora Monica Hesse criticou as memórias "terríveis" e "absurdas" de Allen, criticando sua "total falta de autoconsciência", bem como criticando Allen por lançar o livro em meio a pandemia de COVID-19.
Peter Biskind, do Los Angeles Times, elogiou as passagens do livro sobre os "detalhes vívidos" sobre as pessoas com quem Allen trabalhou durante sua carreira cinematográfica. Tim Robey, do The Daily Telegraph, chamou-o de "livro de memórias divertido e indutor de culpa", elogiando as passagens sobre a infância de Allen, bem como a "autodepreciação irresistível" que Allen emprega ao detalhar sua carreira. Kyle Smith, da National Review, chamou o livro de "um deleite absoluto, hilário, cativante e brilhando com poeira estelar". Em entrevista ao The New York Times, Larry David descreveu-o como "um livro fantástico, tão engraçado. Você se sente como se estivesse na sala com ele."
Para Dwight Garner, do The New York Times, o livro é "ocasionalmente engraçado" e mostra a "voz autêntica e descontraída" de Allen, mas é "inacreditavelmente surdo no que diz respeito ao assunto das mulheres" com "pronunciamentos gratuitos" sobre a aparência física sempre que uma mulher é mencionada. Garner também disse que o terço final do livro "desmorona terrivelmente" com as múltiplas "banalidades" empregadas ao discutir celebridades que trabalharam com Allen em sua carreira. Peter Bart, do Deadline Hollywood, avaliou de forma favorável o relato "hilário" de Allen sobre sua infância, bem como a "análise soberbamente reveladora" de sua carreira cinematográfica, mas lamentou o "relato desconcertante e desequilibrado de Allen sobre seus encontros pessoais, que parece uma paródia ruim de um romance de Dostoiévski, com legendas de Freud." Isabela Boscov, em sua coluna da Veja, descreveu as memórias de Allen como "puro deleite" e afirmou que sua autobiografia soa como "uma carta-testamento sobre a denúncia que acabou com sua carreira".